# Oxya octodentata
Oxya octodentata är en insektsart som beskrevs av Zheng, Z. och G. Jiang 2002. Oxya octodentata ingår i släktet Oxya och familjen gräshoppor. Inga underarter finns listade i Catalogue of Life.